# Marat Shaymordanov
Marat Rafitovich Shaymordanov (tiếng Nga: Марат Рафитович Шайморданов; sinh ngày 14 tháng 4 năm 1992) là một cầu thủ bóng đá người Nga. Anh thi đấu cho F.K. Shinnik Yaroslavl.